# 箱庭
箱庭（はこにわ）は、小さな、あまり深くない箱の中に、小さな木や人形のほか、橋や船などの景観を構成する様々な要素のミニチュアを配して、庭園や名勝など絵画的な光景を模擬的に造り、楽しむものである。江戸時代後半から明治時代にかけて流行した。類したものに、盆景、盆栽がある。

## 文化
箱庭そのものは江戸時代後半の町人文化の爛熟期に文化的な類型化を見たものであり、当時の感性をもとにして形成されたと言ってよい。明治期から大正期にかけても箱庭文化は細々と命脈を保っていたが、盆栽同様、年寄りじみた、ひなびた趣味とみなされがちになってきていた。

## 医療
日本で箱庭文化がふたたび注目されたのは、河合隼雄らを中心とする心理学者の一派によって、箱庭の形成を通じた心の動きが注目されたからである。彼らはユング心理学の「砂遊び療法」の中に日本の箱庭遊びと同様の構造を発見し、箱庭療法として発展させた。箱庭療法は、画板サイズの浅い箱の中に被検者の心の風景を造らせるもので、自己表現を通じた治療効果が期待できるとされている。

## 技術
電子計算機の中の模擬試験を「箱庭」と命名して、さまざまな試験をする事業が、オープンソースで始まっている。オープンソースのCPUシミュレータathrillから発展したものである。2022年には、Unity, Oculus Quest2, ROS2を連動させている。

## 参照
1. ↑  日本の伝統を受け継ぐ仮想環境「箱庭」でIoTシステムの統合開発を加速する　https://monoist.itmedia.co.jp/mn/articles/2106/28/news012.html
2. ↑  athrill https://www.toppers.jp/athrill.html
3. ↑   『箱庭ワーキンググループ』 立ち上げと活動内容の紹介 http://swest.toppers.jp/SWEST21/interactive/data/SWEST21-IS-005.pdf
4. ↑  Unity + Oculus Quest2 + ROS2 + 箱庭でロボットを動かす(1/3) https://qiita.com/kanetugu2018/items/95c16865b8ed4e2ed974
5. ↑  “水の箱庭 ～アクアリウムを学ぶ×つくる～ | 渋谷区 | 子供とお出かけ情報「いこーよ」”. 子供とおでかけ情報サイト いこーよ. 2025年6月8日閲覧。